# Canta, Luan
Canta, Luan foi um programa de televisão semanal brasileiro exibido pelo canal de TV a cabo Multishow. Comandado ao vivo pelo cantor Luan Santana, a atração celebrou os dez anos de carreira do cantor, que recebeu convidados ao longo dos cinco episódios da temporada.

## Produção
Pensado para celebrar os dez anos de carreira de Luan Santana, Canta, Luan marcou a estreia do cantor como apresentador de um programa de TV. Na atração, ele recebeu amigos que fizeram parte de sua trajetória para relembrar momentos importantes e cantar músicas que marcaram sua formação e foram influência em sua vida.
Uma das propostas do programa era evidenciar a versatilidade musical do ídolo sertanejo, que participou da escolha do setlist e ainda fez releituras de seus sucessos. Cada um dos cinco episódios de Canta, Luan foi guiado por um gênero musical, que determinou seus convidados e o repertório escolhido.
Na estreia, por exemplo, Luan Santana recebeu Alcione e Thiaguinho para homenagear o samba e o pagode. Além de interpretar clássicos do gênero, o anfitrião fez uma nova versão para "Acordando o Prédio", em ritmo de samba.
Canta, Luan foi transmitido toda quarta-feira durante o mês de agosto de 2017.

### Participação dos fãs
O programa contou ainda com o quadro Cover Luan, onde o apresentador dividiu o palco com fãs escolhidos para conversar e cantar com ele. A seleção foi feita pela produção do cantor, a partir de vídeos postados pelo público com a hashtag #CoverCantaLuan nas redes sociais.
Com este quadro, Luan Santana levou ao seu programa de TV a mesma proximidade que mantém com os fãs em seus shows, quando os convida para subir ao palco.

### Estrutura técnica
Com projeções mapeadas e uma iluminação especial, o programa foi transmitido direto do Rio de Janeiro e foi captado por oito câmeras. Na plateia, o público de cerca de 200 pessoas chegava bem perto dos artistas.

### Sucesso na estreia
Na estreia, Canta, Luan alcançou a vice-liderança na audiência da TV paga e foi assistido por 1,5 milhão de espectadores. No Twitter, o programa foi um dos assuntos mais comentados em todo o mundo, com 254 mil mensagens postadas. No Facebook, foram 1,1 milhão de visualizações e mais de 1 milhão de pessoas alcançadas no Instagram.

## Canta, Luan na web
Concebido para ser um programa multiplataforma, Canta, Luan foi lançado com uma forte estratégia também na web, começando no YouTube antes de ir ao ar na TV.

### Aquecimento e segunda tela
Toda quarta-feira, influenciadores digitais convidados faziam um aquecimento no canal Música Multishow, no YouTube, 30 minutos antes do início da atração na TV. Ao vivo, eles mostravam os bastidores e os preparativos de Luan Santana e seus convidados.
Depois de acompanhar os artistas, a transmissão seguia ao vivo por mais 30 minutos com comentários sobre o programa e interação com o público na web, através das redes sociais. A direção foi de Vlad Nascimento.

## Convidados
| Episódio | Exibição   | Convidados do programa                    | Música Multishow, no YouTube                               |
| -------- | ---------- | ----------------------------------------- | ---------------------------------------------------------- |
| 1        | 02/08/2017 | Thiaguinho e Alcione                      | Whindersson Nunes, Thaynara OG, Nana Rude e Bianca Andrade |
| 2        | 09/08/2017 | Ludmilla, Nego do Borel e Hungria Hip Hop | T3ddy e Maicon Santini                                     |
| 3        | 16/08/2017 | Ivete Sangalo e Caetano Veloso            | Kéfera e Luísa Sonza                                       |
| 4        | 23/08/2017 | Dinho Ouro Preto e Suricato               | Mr. Poladoful, Dani Russo e Sofia Oliveira                 |
| 5        | 30/08/2017 | Aviões do Forró e Falamansa               | Hugo Gloss, Tirulipa e Lucas Rangel                        |

## Pre-estreia: 24 horas com Luan
Para divulgar Canta, Luan, o Multishow promoveu uma programação especial que acompanhou Luan Santana durante 24 horas. Através de flashes ao vivo, o público pôde se aproximar da intimidade do cantor e acompanhá-lo durante o dia que antecedeu sua estreia como apresentador.

Os fãs puderam, ainda, interferir na rotina do ídolo, escolhendo acordá-lo com o barulho de uma buzina, pedindo que ele cantasse na banheira e determinando seu figurino na estreia do programa.